# El Vulturó
|  | Aquest article tracta sobre el cim a la Serra de Port del Comte. Si cerqueu el cim a la Serra del Cadí, vegeu «Vulturó». |

El Vulturó, anomenat també la Tossa de la Comtessa, és un cim de la serra del Port del Comte que assoleix els 2.348,9 m d'altitud. S'aixeca 582 m al sud del Pedró dels Quatre Batlles quedant separat d'ell per la Coma de la Comtessa. Aquesta externalitat de la carena principal de la serralada fa que aquest cim sigui, conjuntament amb el Tossal de l'Estivella, el que tingui més aparença de pic de tots els cinc que conformen la serralada. El cim del Vulturó fa de partió entre els termes municipals de la Coma i la Pedra (a l'est) i Odèn (a l'oest).